# Іван XVI (антипапа)
Іван XVI (антипапа) (лат. Ioannes; ? — 26 серпня 1001, Фульда) — антипапа у 997—998 роках. Іван Філігато народився у Россано, яке належало Візантійській імперії. Був капеланом імператриці Феофано, імперським канцлером в імператора Оттона II.

## Життєпис
У 997 році римський правитель Кресченцій II та міська знать намагались обрати папою Івана. Бунт Кресченція II був подоланий імператором Оттоном III, який прибув до Рима з Німеччини. Антипапа Іван XVI утік, а Кресченцій II зачинився у Замку Сент-Анджело. Війська імператора захопили антипапу в полон, йому було відрізано носа, вуха, язик, виколото очі, та публічно принижено перед папою та імператором (провезено Римом, сидячи на ослі задом наперед). Імператорське військо оточило Замок Сент-Анджело, Кресченція II було захоплено у полон і повішено на мурах замку.
Антипапу було поміщено до монастиря у Фульді, Німеччина, де він помер у 1001 році.